# H.O.R.S.E.
L'H.O.R.S.E. è un particolare Mixed Game del poker.

## Specialità
Il gioco è articolato in 5 specialità, indicate ciascuna dalle lettere che compongono la parola H.O.R.S.E:
- H: Texas hold 'em
- O: Omaha h/l
- R: Razz
- S: Seven card stud
- E: 7 card stud Hi-Lo o "Eight or Better".[1]

## Regole
Le specialità sono giocate nell'ordine dato dal nome stesso: il primo gioco è il Texas hold 'em, seguito dall'Omaha high low  Hi-Lo
sino al 7 card stud Hi-Lo.
In caso di torneo, il passaggio da una specialità ad un'altra è stabilito da un determinato intervallo di tempo. Nell'H.O.R.S.E giocato in modalità Cash game il cambio di specialità è dettato dal completamento di un giro del tavolo da parte del bottone del mazziere; quindi in un tavolo da sei giocatori, il Texas hold 'em è giocato per sei mani, seguito da sei mani di Omaha h/l sino alle sei mani di 7 card stud Hi-Lo.
Tutte le specialità sono giocate nella variante a limite fisso.

## World Series of Poker
Il primo torneo di H.O.R.S.E alle WSOP fu giocato nell'edizione del 2002 con buy-in da $2.000; con un primo premio da $117.320 fu vinto da John Hennigan che sconfisse Ben Tang nell'heads-up conclusivo. 
Alle World Series of Poker 2006 fu istituito il torneo "$50.000 H.O.R.S.E." che divenne il torneo a più alto buy-in disputatosi alle World Series fino a quel momento e fu vinto da Chip Reese per una prima moneta da $1.784.640 contro Andy Bloch. 
Questo torneo fu giocato sino alle World Series of Poker 2010, dove lo sostituì il "$50.000 The Poker Player's Championship" giocato come 8 Game. 
Nonostante la scomparsa del "$50.000 H.O.R.S.E.", nei programmi WSOP sono rimasti molteplici eventi di H.O.R.S.E., seppure con un buy-in ridotto.

## H.O.S.E.
L'H.O.S.E. (o S.H.O.E.) è un'alternativa dell'H.O.R.S.E. che, in generale,  presenta le medesime regole del gioco, con l'unica differenza che non include il Razz:
- H: Texas hold 'em
- O: Omaha Hi-Lo
- S: Seven card stud
- E: 7 card stud Hi-Lo o "Eight or Better"[1].

Il primo torneo di H.O.S.E. giocato alle WSOP fu il "$2.000 S.H.O.E." nel 2001 e il vincitore risultò essere David Pham che si aggiudicò il primo premio da $140.455.
A differenza dell'H.O.R.S.E., l'H.O.S.E. è scomparso dagli eventi WSOP con l'ultimo torneo giocato nel 2003: il "$2.000 S.H.O.E." vinto da Daniel Negreanu per $100.440.